# Flore laurentienne
Pour le projet musical québécois, voir Flore Laurentienne (musique).

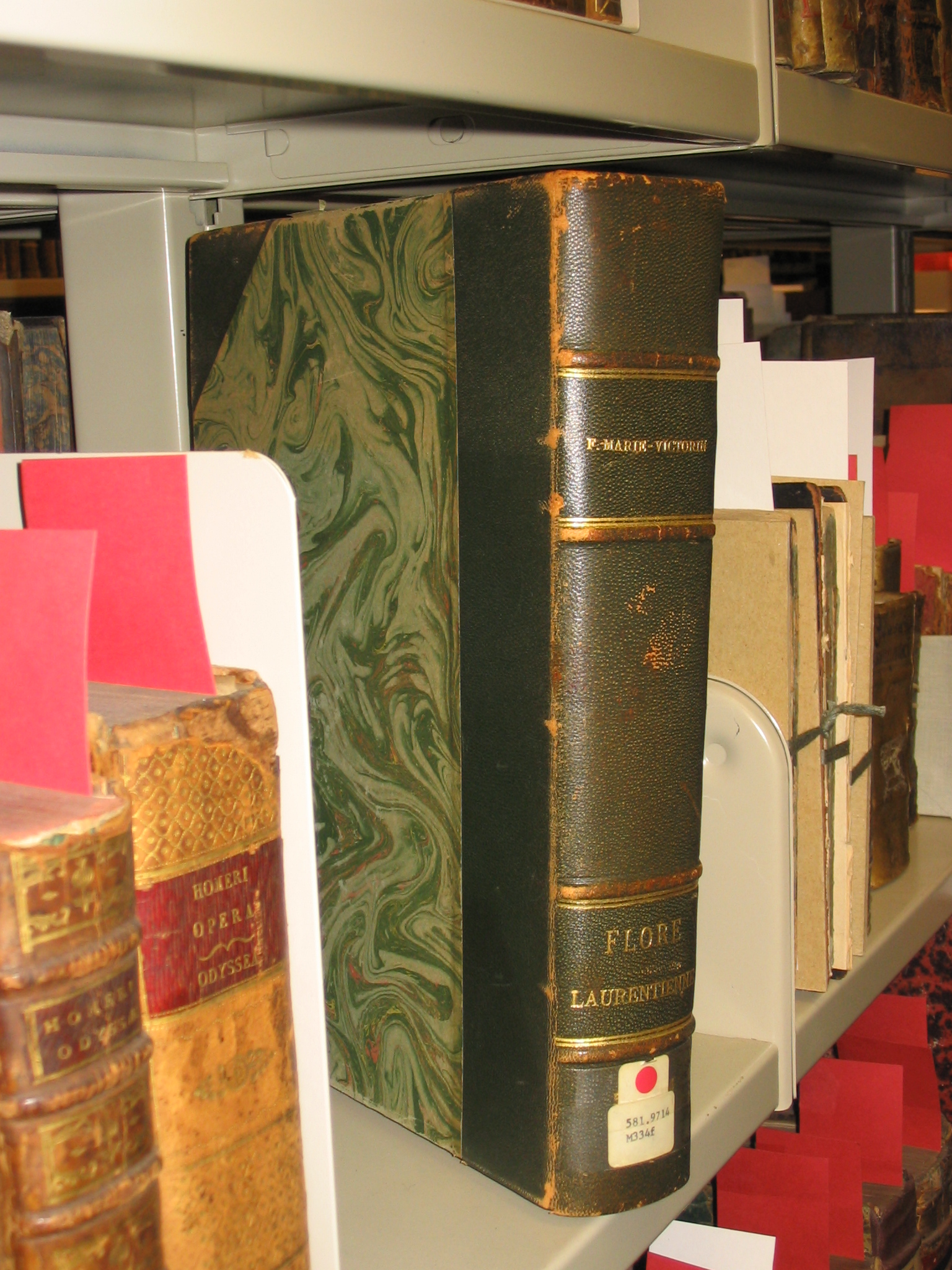
Flore laurentienne, Livres rares et collections spéciales, pavillon Thérèse-Casgrain, Université du Québec à Montréal (UQAM)

Flore laurentienne est un ouvrage scientifique écrit par le frère Marie-Victorin, publié en 1935, qui dresse un inventaire systématique des plantes vasculaires de la vallée du Saint-Laurent, dans le sud du Québec.
Premier ouvrage aussi détaillé portant sur la flore québécoise, il constitue une référence fondatrice de la botanique québécoise.

## Publication et rééditions
L'ouvrage a été publié pour la première fois en 1935 par les Frères des Écoles chrétiennes,.
- Deuxième édition, entièrement revue et mise à jour par Ernest Rouleau, parue en septembre 1964, imprimée sur papier bible et à un format réduit[3] ;
- Troisième édition, mise à jour et annotée par Luc Brouillet, Stuart G. Hay et Isabelle Goulet, parue en octobre 1995[4], réimprimée en 2002[5] ;
- Édition numérique, florelaurentienne.com, mise à jour, annotée, active en continu depuis 2001.

### La Laurentie en fleur
En 1938, de passage à l'émission Réveil rural sur Radio-Canada, Marie-Victorin affirme vouloir écrire un « bréviaire charmant » intitulé La Laurentie en fleur afin de célébrer ce qu'il appelait le Jardin Enchanté de la Laurentie. Décédé tragiquement en 1944, il n'a pas eu l'occasion de mener ce projetà terme. 
En 2023, les Éditions du Boréal publient La Laurentie en fleur, un recueil de textes inédits, rédigés par le frère Marie-Victorin entre 1914 et 1944. L'ensemble des textes ont été choisis par Yves Gingras et le frère Gilles Beaudet. On y retrouve également des illustrations originales de la Flore laurentienne (1935).

## Collaborateurs
Pour mener à bien son travail, le frère Marie-Victorin s'est entouré de plusieurs collaborateurs, dont certains ont été ses étudiants. Au premier rang de ceux-ci se trouve le frère Alexandre [Blouin] (1892-1987), l'auteur des 2800 illustrations de la Flore, et dont le nom apparaît en page titre de l'ouvrage. Jacques Rousseau, qui deviendra par la suite un botaniste et ethnologue de réputation internationale, est l'auteur de la  « clef artificielle des plantes du Québec », qui, en évitant les éléments trop techniques et en utilisant les caractères les plus simples et les plus faciles à percevoir, « permet même au débutant et à l'amateur de s'orienter et d'arriver à l'identification cherchée ». De son côté, Jules Brunel, adjoint de Marie-Victorin à l'Institut botanique de Montréal, a été chargé de la préparation des manuscrits, de la vérification de la documentation et de la correction des épreuves. Les deux derniers mentionnés ont également rédigé les sections traitant de quelques-uns des genres les plus litigieux.
L'auteur adresse également des remerciements particuliers à d'autres personnes, parmi lesquelles le frère Rolland-Germain, son collaborateur depuis trente ans, Marcelle Gauvreau, bibliothécaire de l'Institut botanique, et Émile Jacques, conservateur de l'herbier de cette institution.

## Réception
La parution de la première édition de la Flore laurentienne est un événement attendu par la société québécoise de l'époque ; elle est annoncée en première page du quotidien Le Devoir. Le biologiste Georges Préfontaine écrit dans Le Devoir : « Un nouveau monument, lumineux et impérissable, se dresse aujourd'hui au firmament de la science botanique américaine ». Le critique littéraire Pierre Daviault, dans Le Droit, est tout aussi élogieux : 
« Comment dire l'importance de cet ouvrage ? Jamais il n'était paru au Canada, ni même en Amérique, en anglais pas plus qu'en français, un travail aussi considérable, aussi complet, aussi précis sur un sujet de science naturelle. (...) La Flore laurentienne est un ouvrage fondamental, qui fera désormais autorité en la matière. Avec l'apparition de son livre, nous assistons, oserons-nous dire, à la naissance d'une œuvre classique. »
 Le biologiste Henri Prat, alors professeur à l'École nationale d'horticulture de Versailles, salue également le travail de son ancien confrère à l'Université de Montréal : 
« Ainsi le maître de la botanique marque l'étape à mi-chemin d'une carrière scientifique par une œuvre que beaucoup souhaiteraient publier comme couronnement de leurs recherches. (...) Mais ce livre (...) est la manifestation extérieure d'une existence d'application et de lutte et, à ce titre, peut apporter, en dehors de toute préoccupation scientifique et dans l'acception la plus largement humaine, de magnifiques enseignements. »

## Prix
L'année-même de la parution de la flore, la médaille d'or de la Société Provancher d'histoire naturelle du Canada est remise à Marie-Victorin pour sa publication.

## Dans la culture
La Flore laurentienne est mentionnée plusieurs fois dans le roman de Réjean Ducharme, L’Hiver de force.
C’est un des livres de référence du professeur Édouard Beauchemin dans le film Tu te souviendras de moi.
Flore laurentienne est également le nom du groupe musical instrumental de Mathieu David Gagnon, originaire de la région de la Gaspésie–Îles-de-la-Madeleine.